# Schneller (cràter)
Schneller és un cràter d'impacte pertanyent a la cara oculta de la Lluna. Al nord se situa el cràter Woltjer, Ehrlich apareix a l'oest, Kulik a l'est, i pel seu costat sud se situen Krylov i Evershed.

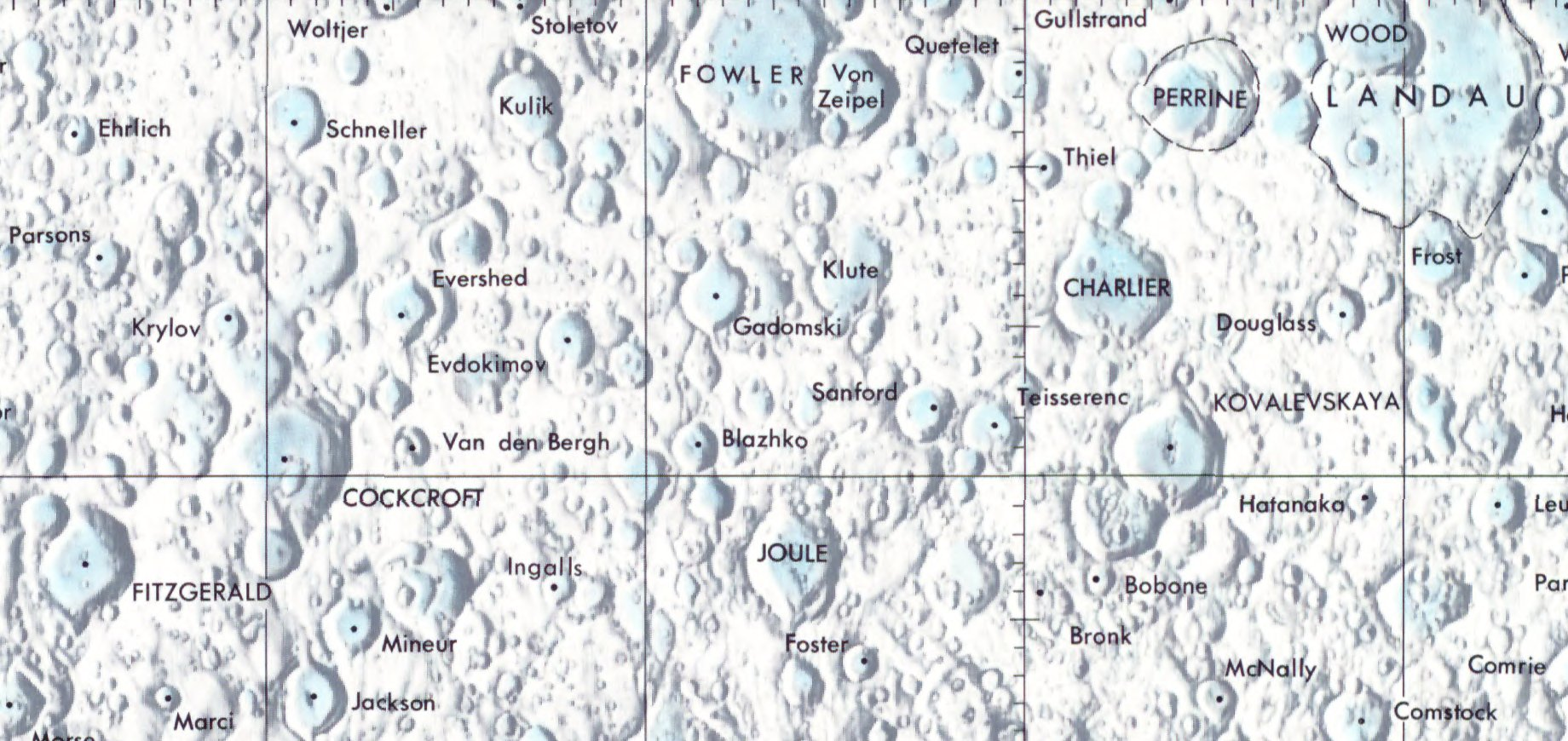
Localització d'Schneller (prop de la cantonada superior esquerra de la imatge)

Presenta una vora una mica desigual, amb protuberàncies cap al sud-est i el nord-est. El brocal és gairebé inexistent en el costat nord-oest. L'interior d'aquest cràter manca relativament de trets característics, amb tan sols uns petits cràters sobre la seva superfície.

## Cràters satèl·lit
Per convenció aquests elements són identificats en els mapes lunars posant la lletra en el costat del punt mitjà del cràter que està més proper a Schneller.
|           | \| Schneller \| Coordenades \| Diàmetre \| \| --------- \| -------------------------------------- \| -------- \| \| G \| 40° 48′ N, 159° 48′ O / 40.8°N,159.8°O \| 20 km \| \| H \| 39° 54′ N, 160° 12′ O / 39.9°N,160.2°O \| 35 km \| \| L \| 39° 30′ N, 162° 42′ O / 39.5°N,162.7°O \| 25 km \| \| S \| 40° 48′ N, 166° 18′ O / 40.8°N,166.3°O \| 37 km \| |          |
| Schneller | Coordenades | Diàmetre |
| G         | 40° 48′ N, 159° 48′ O / 40.8°N,159.8°O | 20 km    |
| H         | 39° 54′ N, 160° 12′ O / 39.9°N,160.2°O | 35 km    |
| L         | 39° 30′ N, 162° 42′ O / 39.5°N,162.7°O | 25 km    |
| S         | 40° 48′ N, 166° 18′ O / 40.8°N,166.3°O | 37 km    |